# 白箬铺镇
白箬铺镇位于湖南省长沙市望城区西南角，南与岳麓区莲花镇、雨敞坪镇接壤，东与雷锋镇、黄金镇为界，北邻乌山镇，西连宁乡县夏铎铺镇。全镇总面积105平方公里，总人口38,918人（2000年人口普查），下辖14个村和1社区；政府驻白箬铺村。

## 历史
今白箬铺镇1951年属洪山、友仁、新华、齐心等乡地域。
- 1958年属白箬人民公社，1961年析置白箬公社、友仁公社，隶属白箬区。
- 1984年白箬公社、友仁公社分别更名白箬乡、友仁乡。
- 1995年6月撤区并乡镇后，白箬乡、友仁乡合并组建白箬铺乡。
- 1995年6月撤区并乡镇后直接隶属于县政府，撤区并乡镇时原友仁乡铜塘村划入乌山镇管辖。
- 2001年11月29日，白箬铺乡更名为白箬铺镇。
- 2002年全镇辖27个村1场；2004年村级区划调整后，辖14个村、1社区。

| 2002年白箬铺镇行政区划（社区和村）                                                     | |
| 2002年，全镇辖27个村，578个村民小组；共计12288户，总人口42377人，其中农业人口40459人。 | |
| 项目                                                                                   | 单位详列 |
| 27个村                                                                                 | 白鹤村、白箬村、曹家坳村、长塘村、大江村、大胜村、古冲村、光明村、洪山村、黄泥村、江洲村、金桂村、金星村、荆洲村、惊良村、老塘冲村、良溅村、龙洲村、排子山村、齐心村、水口村、塔山村、桃花村、桃林村、五里村、友仁村和峙塘村 |
| 1场                                                                                    | 原种场 |

## 现行行政区划
下辖14个行政村1个社区，分别为白箬铺集镇社区，白箬铺村、龙唐村、龙莲村、桃林村、金良村、黄泥铺村、光明村、大塘村、齐天庙村、金峰村、金峙村、古村、洪山村、胜和村。